# Джон Харшани
Джон Чарлс Харшани (на английски: John Charles Harsanyi; на унгарски: Harsányi János, Янош Харшани) е американски икономист от унгарски произход. Той допринася чувствително за развитието на теорията на игрите, като анализира игрите с непълна информация. През 1994, заедно с Джон Наш и Райнхард Зелтен, той получава Наградата за икономически науки на Шведската банка в памет на Алфред Нобел.